# Instituto Nacional Juan Domingo Perón

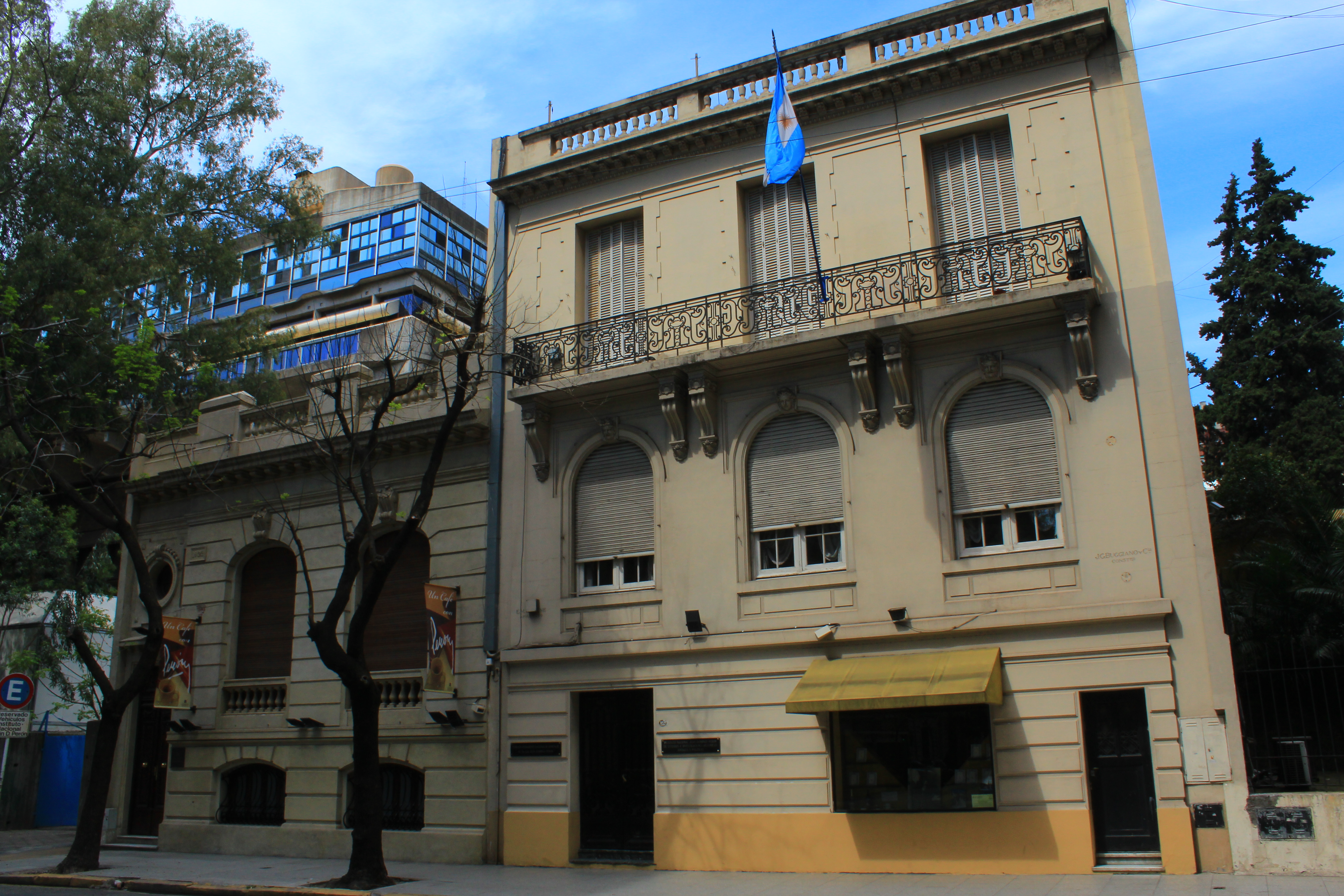
Sede del Instituto Nacional Nacional Juan Domingo Perón, sobre la calle Austria, y detrás el edificio de la Biblioteca Nacional.

Instituto Nacional Juan Domingo Perón es un instituto de investigaciones dependiente de la Secretaría de Cultura de la Nación del Ministerio de Capital Humano de la Argentina.
El instituto fue creado a través del decreto 625 de 1995 dictado por Carlos Menem. Como su nombre lo indica, tiene como objetivo la promoción y estudio de la vida de Juan Domingo Perón, importante figura política argentina del siglo XX. Por otra parte, es la institución encargada de conservar el archivo relativo al expresidente argentino.
Su primer director fue el antiguo sindicalista peronista Lorenzo Pepe desde su creación en 1995 hasta el año 2022, cuando renuncia tras problemas de salud. El Instituto tiene programas fijos acerca de la figura de Perón y la primera dama Eva Perón, entre otras actividades.
El 7 de mayo del 2025, el vocero presidencial Manuel Adorni anunció su cierre definitivo en una conferencia de prensa.
El 22 de mayo del mismo año, el ministro de Desregulación Federico Sturzenegger anunció que se dispuso su disolución, pero que "si así lo desearan, el instituto podía reconstituirse como asociación civil bajo el régimen del derecho privado". El mismo día, el Partido Justicialista presentó una nota ante la Jefatura de Gabinete de Ministros proponiendo la suscripción de un convenio para que se arbitren los medios necesarios para transferir todos los bienes, objetos y documentos que componen el acervo completo del Instituto al Partido Justicialista Nacional bajo su exclusivo cargo, asumiendo todos los costos operativos y de conservación, sin aporte financiero del Estado, garantizando la misma calidad de gestión y comprometiéndose a custodiar, conservar y garantizar el acceso del público.

## Historia
La creación del instituto fue una iniciativa del presidente Carlos Menem, quien en medio de su pragmatismo, realizó distintos gestos para intentar cerrar la dicotomía entre peronistas y antiperonistas. Él mismo inauguró el instituto el 12 de marzo de 1997.
Su creación y existencia despertó críticas de distintos sectores políticos desde su existencia, puesto que recibe gran cantidad de fondos públicos y sus detractores afirman que se dedica a actividades del Partido Justicialista, aún existente.

## Sede
Su sede se encuentra en la antigua casa de la servidumbre, cuya entrada se encontraba sobre la calle Austria 2593, del demolido Palacio Unzué, donde hoy se erige la Biblioteca Nacional. La demolición del Palacio Unzué había sido llevada a cabo por la autoproclamada Revolución Libertadora ya que el matrimonio Perón, Juan y Eva, había utilizado el mismo como residencia y el régimen buscaba evitar que el sitio se convierta en un sitio de culto de los seguidores peronistas, ya que Eva Perón había fallecido allí en 1952.
La actual sede de la institución, lo único que no se demolió del complejo del Palacio Unzué, fue declarada «monumento histórico nacional» a través de la ley 26.367 lo cual le otorga protección patrimonial al inmueble, destacando que son los restos del que fue uno de los palacios más destacados de Buenos Aires.
Además de albergar una biblioteca, sede de reuniones y conferencias, se destaca un café temático llamado «Café con Perón», que cuenta con una mesa donde se encuentra una escultura de Juan Domingo Perón bebiendo un café —obra del artista plástico Fernando Pugliese— y las respectivas sillas para tomarse una foto. El café fue inaugurado en el 2010, tras la restauración del edificio que se encontraba deteriorado producto de las secuelas de un incendio, nunca esclarecido, del edificio. La restauración incluyó la restauración del piso de damero y sus vidrios biselados. El lugar fue constantemente vandalizado por fanáticos antiperonistas.